# Shigeru Umebayashi
Shigeru Umebayashi (梅林茂, Umebayashi Shigeru, [umebajaɕi ɕiɡeɽɯᵝ]) (Nascido a 19 de fevereiro de 1951 em otakyushu, Fukuoka) é um compositor japonês.

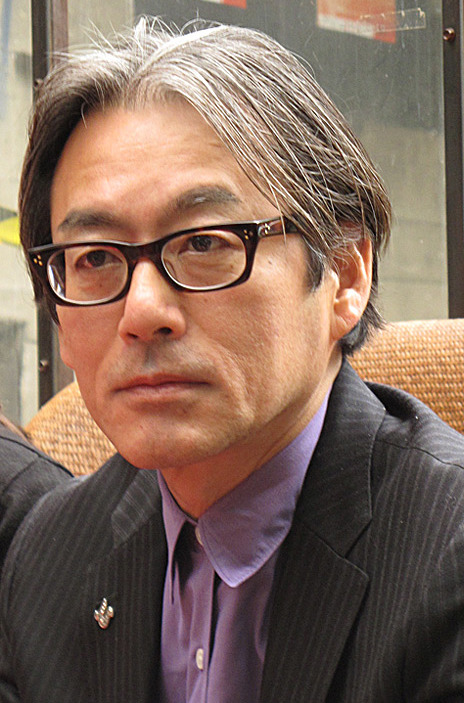
Shigeru Umebayashi

Uma vez líder da banda de rock new wave EX japonesa, Shigeru Umebayashi começou a compor música para cinema em 1985, após a banda se separar. Nesse mesmo ano, Shigeru recebeu vários prémios musicais por Sorekara e Tomoyo Shizukani Nemure como o Music Award em Maiichi Film Contest, o Japanese Academic Music Award, bem como prémios em Festivais de Cinema de Yokohama e Osaka.
Até o momento, ele já compôs mais de 40 trilhas sonoras de chineses e japoneses, sendo talvez mais conhecido no Ocidente pela sua colaboração com diretores como Wong Kar-wai, de Disponível para Amar (2001), 2046 (2004), My Blueberry Nights (2007 ), Zhang Yimou e O Segredo dos Punhais Voadores (2004). Shigeru Umebayashi também é o compositor da música do primeiro musical sérvio Charleston & Vendetta (2008).